# Lee Curreri
Lee Curreri est un acteur et musicien américain, né le 4 janvier 1961 dans le Bronx à New York.

## Biographie
Lee Curreri est engagé, en 1979, pour le rôle de Bruno Martelli dans le film Fame de Alan Parker comme dans la série télévisée qui en a été tirée, dont la diffusion commence en 1982 aux États-Unis.
Il joue du piano avec le groupe In vitro, dont il est en même temps le producteur et compositeur. 
Lee est marié depuis le 6 août 2000 à Sherry Dean avec qui il a 2 enfants.

## Filmographie

### Films
- 1980 : Fame de Alan Parker : Bruno Martelli
- 1986 : Crystal Heart de Gil Bettman : Christopher Newley

### Séries télévisées
- 1981 : ABC Afterschool Specials : Steve (saison 10, épisode 2 : Starstruck)
- 1982-1987 : Fame : Bruno Martelli (61 épisodes)
- 1987 : Cap Danger (Danger Bay) : Paul (saison 3, épisode 17 : Man of Few Words)
- 1988 : Un duo explosif (T and T) : Paul (saison 1, épisode 6 : Something in the Air)

### Téléfilm
- 1985 : Embassy de Robert Michael Lewis : Mike Forte